# Anticipa
 (août 2025).
Si vous disposez d'ouvrages ou d'articles de référence ou si vous connaissez des sites web de qualité traitant du thème abordé ici, merci de compléter l'article en donnant les références utiles à sa vérifiabilité et en les liant à la section « Notes et références ».
La technopole Anticipa de Lannion  est le premier pôle optique et télécom français. Il concentre 45 % de la recherche française en télécom[réf. nécessaire]. De grands groupes (Orange, Nokia, Ericsson) et 200 PME-PMI, travaillent sur le territoire, aux côtés de laboratoires de recherche et d'établissements d'enseignement supérieure (Université, IUT, école d'ingénieurs, etc.). Le Trégor compte aussi sur une industrie agroalimentaire et une bio-industrie forte, représentant plus de 2 300 emplois.

## Quelques chiffres sur la technopole
- Superficie du bassin : 1 300 km2
- Population : 138 000 personnes
- 200 PME - PMI
- 10 000 emplois industriels
- 25 zones d'activités
- 4 pépinières d'entreprises
- 4 000 étudiants
- 12 établissements de formation supérieure